# Mrgan
Mrgan je naselje v občini Banovići, Bosna in Hercegovina. 

## Deli naselja
Jasikovac in Mrgan.

## Prebivalstvo
| Pregled števila prebivalcev po letih | Pregled števila prebivalcev po letih | Pregled števila prebivalcev po letih | Pregled števila prebivalcev po letih | Pregled števila prebivalcev po letih | Pregled števila prebivalcev po letih |
| ------------------------------------ | ------------------------------------ | ------------------------------------ | ------------------------------------ | ------------------------------------ | ------------------------------------ |
| 1948                                 | 1953                                 | 1961                                 | 1971                                 | 1981                                 | 1991                                 |
| -                                    | -                                    | -                                    | 402                                  | 417                                  | 504                                  |

| Narodna sestava prebivalstva po letih                                                                                        | Narodna sestava prebivalstva po letih                                                                                       | Narodna sestava prebivalstva po letih                                                                                       |
| --- | --- | --- |
| 1971 | 1981 | 1991 |
| . skupaj: 402 Muslimani 339 (84,32 %) Srbi 62 (15,42 %) Hrvati 0 (0,00 %) Jugoslovani 0 (0,00 %) drugi in neznano 1 (0,24 %) | . skupaj: 417 Muslimani 385 (92,32 %) Srbi 27 (6,47 %) Hrvati 0 (0,00 %) Jugoslovani 3 (0,71 %) drugi in neznano 2 (0,47 %) | . skupaj: 504 Muslimani 472 (93,65 %) Srbi 27 (5,35 %) Hrvati 1 (0,19 %) Jugoslovani 3 (0,59 %) drugi in neznano 1 (0,19 %) |